# グスタフ・ベングトソン
グスタフ・ベングトソン（Gustaf Bengtsson、1886年3月29日 - 1964年11月28日）は、スウェーデンの作曲家。
ヴァステーナ出身。ストックホルム音楽院で1905年から1908年までヨハン・リンデグレンに師事。その後、ベルリン、ライプツィヒ、パリに留学。1921年から1942年までカールスタードとリンショーピングで教鞭をとった。
作品には3曲の交響曲、管弦楽組曲、ヴァイオリン協奏曲、チェロ協奏曲、ヴァイオリンとヴィオラと室内管弦楽のためのシンフォニエッタ、室内楽曲、ピアノ曲、合唱曲、歌曲がある。